# 5-та зенітна ракетна бригада (РФ)
5-та зенітна ракетна бригада (5-а зрбр) — зенітна ракетна бригада (3 дивізіони) 6-ї загальновійськової армії Західного військового округу Збройних Сил Росії. Дислокована у селищі Горелово Красносільського району та у місті Ломоносов Петродворцового району міста Санкт-Петербурга.
Сформована з 20 вересня по 20 листопада 1961 року в Ужгороді як 919-й окремий зенітний ракетний полк, на озброєння якого було поставлено комплекс С-75.
З червня 1962 року по квітень 1965 року полк дислокувався у місті Свалява Закарпатської області й входив до складу Прикарпатського військового округу.
У 1968 році полк був включений до складу Центральної групи військ для участі в операції «Дунай» з придушення Празької весни й передислокований в селище Червена-Вода.
У 1971 році полк переозброєний на новий комплекс «Круг» і перетворений на 5-ту зенітну ракетну бригаду. Новим місцем дислокації частини стало селище Курживоди (Kuřivody) поруч з містом Мімонь в складі 28-го армійського корпусу Центральної групи військ.
У 1989 році бригада перейшла на комплекс Бук-М1, а в червні 1990 року була передислокована в місто Шуя Івановської області й увійшла до складу 22-ї гвардійської загальновійськової армії Московського військового округу.
З 1993 по 1999 роки бригада виконувала бойове завдання у зоні грузино-абхазького конфлікту, з прикриття повітряного простору в районі військової бази Гудаута.
У 2009 році бригада була передислокована в селище Ненімякі Всеволожського району Ленінградської області й місто Ломоносов Петродворцового району міста Санкт-Петербурга й увійшла до складу Ленінградського військового округу.
У 2012 році управління бригади та підрозділи, дислоковані в селищі Ненімякі, були передислоковані в селище Горелово Красносільського району міста Санкт-Петербурга.
Вважається, що у 2016—2017 роках бригада перейшла на комплекс Бук-М2 .

## Командири
- Гулий Іван Антонович (1961—1964)
- Олійник Сергій Валерійович (1989—1998)
- Шкутько Віталій Георгійович (1998—2004)
- Мельников Сергій Степанович (2004—2007)
- Пігарєв Віктор Іванович (2007—2013)
- Соболєв Ігор Валентинович (з 2013[5])